# Pisidice anthracina
Pisidice anthracina is een halfvleugelig insect uit de familie schuimcicaden (Cercopidae). De wetenschappelijke naam van deze soort is voor het eerst geldig gepubliceerd in 1933 door Lallemand.